# Сидваль, Аманда
Аманда Каролина Вильгельмина Сидваль (швед. Amanda Carolina Vilhelmina Sidwall; 25 июля 1844, Стокгольм — 11 января 1892, там же) — шведская художница, работавшая преимущественно в портретном жанре.

## Биография и творчество
Аманда Сидваль родилась в 1844 году в Стокгольме. В 1860 году она, вместе с сестрой Матильдой, поступила в Стокгольмскую школу искусств и ремёсел (швед. Slöjdföreningen). Когда в 1864 году Академия искусств начала принимать на обучение женщин, Аманда записалась туда одной из первых, параллельно продолжая посещать Школу искусств.

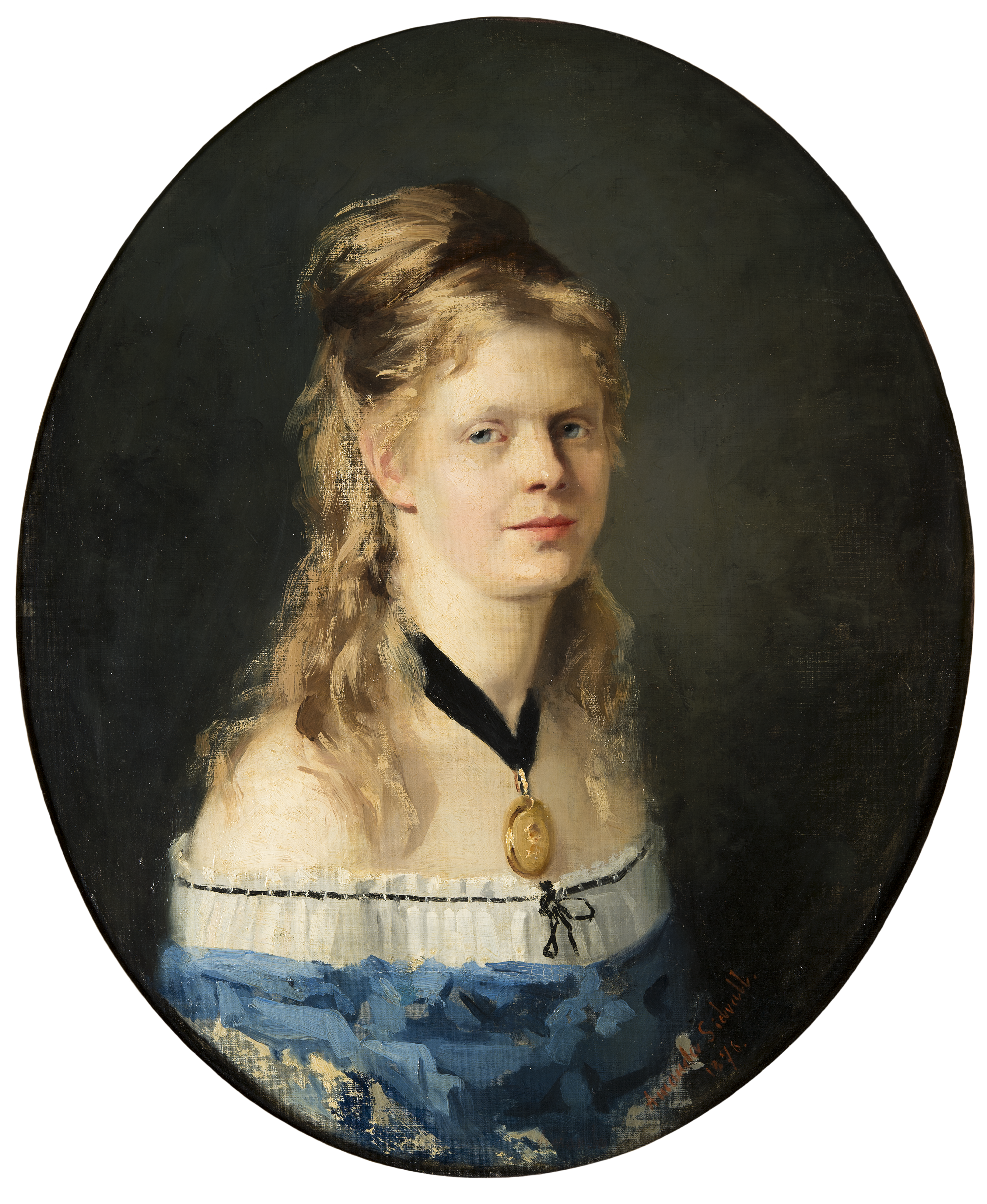
Портрет Мины Карлсон-Бредберг. 1876

Окончив обучение в Швеции, Аманда отправилась в Париж вместе с подругами-художницами Софи Сёдергрен и Анной Нордгрен. Она поступила в Академию Жюлиана, где её учителем стал Тони Робер-Флёри. Робер-Флёри высоко оценил талант Аманды, особенно отметив её чувство цвета. Он посоветовал ей выставить свои работы в Салоне, и Сидваль приняла участие в салонах 1880 и 1882 годов, представив портреты и жанровые сценки. В Париже художница обрела гораздо более свободную и смелую манеру письма, нежели прежде, предпочитая отныне широкий мазок и чистые цвета.

Женский портрет. Ок. 1880

В 1883 году Сидваль, несмотря на желание продолжить карьеру в Париже, вернулась в Стокгольм, так как её матери требовалась помощь в ведении хозяйства. Перед этим она устроила в Академию Жюлиана свою ученицу Мину Бредберг. Ранее, в 1876 году, она написала портрет Мины; представленный в 1877 году на выставке Академии искусств, он был оценён критиками как одна из наиболее интересных работ в экспозиции.
В Стокгольме Сидваль начала преподавать живопись: вначале в родительском доме, а затем в собственной мастерской. Она также приняла участие в ряде художественных выставок в Швеции и Дании.
Аманда Сидваль и её мать умерли в 1892 году во время эпидемии гриппа. Творчество художницы было надолго забыто, и лишь в 1942 году, через 50 лет после её смерти, в Национальном музее впервые были продемонстрированы её работы. Начиная с 1980-х годов картины Сидваль неоднократно экспонировались на выставках работ женщин-художниц.